# Gabrielle Blythe
Gabrielle Blythe, född 9 mars 1969, är en australisk friidrottare. Hon deltog vid olympiska sommarspelen 1992.